# Барберини
Барберини са могъщ флорентински род, основан през XI век.
През 1623 г. един от представителите на семейството – Мафео Барберини – заема папския престол за 21 години под името Урбан VIII. Барберини са и известни представители на т.нар. „черна аристокрация“.
Карло (1562 – 1630), по-големият брат на папа Урбан VIII, от 1623 г. е гонфалониер на Римската църква, през 1627 година получава титлата херцог на Монтеротондо (отнета през 1646 г., възстановена през 1654 г.). В периода 1641 – 1644 г. Барберини подбуждат Първата война с херцогство Кастро. Вторият син на Карло, Тадео (1603 – 1647), през 1630 г. получава титлите принц на Палестрина, херцог на Негрола, Колалто и Монтелибрето и маркиз на Коресе.
Антонио Барберини-старши (1569 – 1646), Франческо Барберини-старши (1597 – 1679), Антонио Барберини-младши (1607 – 1671), Карло Барберини (1630 – 1704), Франческо Барберини-младши (1662 – 1738) стават кардинали.
Палацо Барберини, библиотека Барберини и площад Барберини в Рим са свидетелства за величието на семейството. Барберини подбуждат и Първата война на Папството с малкото княжество Кастро, но по-късно сключват мирни договори с херцозите му. По-късно новият папа Инокентий X, член на рода Памфили, разследва Барберини за прахосване на средства по време на войната и осъжда няколко представители на фамилията.